# Conus raulsilvai
Conus raulsilvai é uma espécie de gastrópode do gênero Conus, pertencente à família Conidae.